# 马里奥·博埃罗
马里奥·博埃罗（義大利語：Mario Boero，1893年—？），意大利前男子水球运动员。他曾代表意大利国家队参加1920年夏季奥林匹克运动会水球比赛，结果获得第十一名。